# Rupert Weinstabl
Rupert Weinstabl (n. 20 noiembrie 1911, Leopoldsdorf⁠(d), Austria Inferioară, Austro-Ungaria – d. 7 septembrie 1953) a fost un canoist ce a reprezentat Austria, medaliat olimpic. A participat la o ediție a Jocurilor Olimpice (1936) în care a câștigat o medalie de argint și o medalie de bronz.